# Хлорид гексаамминкобальта(III)
Хлорид гексаамминкобальта(III) — неорганическое соединение, комплексный аммин соли металла кобальта и соляной кислоты с формулой [Co(NH3)6]Cl3, красно-коричневые кристаллы, растворимые в холодной воде.

## Получение
- Окисление кислородом хлорида кобальта(II) в концентрированном растворе аммиака в присутствии активированного угля:

{\displaystyle {\mathsf {4CoCl_{2}+4NH_{4}Cl+O_{2}+20(NH_{3}\cdot H_{2}O)\ \xrightarrow {C} \ 4[Co(NH_{3})_{6}]Cl_{3}\downarrow +22H_{2}O}}}

## Физические свойства
Хлорид гексаамминкобальта(III) образует красно-коричневые кристаллы.

## Химические свойства
- Разлагается при нагревании:

{\displaystyle {\mathsf {6[Co(NH_{3})_{6}]Cl_{3}\ {\xrightarrow {420^{o}C}}\ 6CoCl_{2}+6NH_{4}Cl+N_{2}+28NH_{3}}}}
- Разлагается горячей водой:

{\displaystyle {\mathsf {4[Co(NH_{3})_{6}]Cl_{3}+10H_{2}O\ {\xrightarrow {100^{o}C}}\ 4Co(OH)_{2}+12NH_{4}Cl+O_{2}+12NH_{3}\uparrow }}}
- Реагирует с разбавленными кислотами:

{\displaystyle {\mathsf {[Co(NH_{3})_{6}]Cl_{3}+3HNO_{3}\ {\xrightarrow {}}\ [Co(NH_{3})_{6}](NO_{3})_{3}+3HCl}}}
- Реагирует с щелочами:

{\displaystyle {\mathsf {[Co(NH_{3})_{6}]Cl_{3}+3NaOH+6H_{2}O\ {\xrightarrow {}}\ CoO(OH)\downarrow +3NaCl+6(NH_{3}\cdot H_{2}O)}}}